# Pseudalleucosma
Pseudalleucosma är ett släkte av skalbaggar. Pseudalleucosma ingår i familjen Cetoniidae.
Kladogram enligt Catalogue of Life:
| Pseudalleucosma | \| \| Pseudalleucosma albonotata \| \| \| \| \| \| Pseudalleucosma equatorialis \| \| \| \| \| \| Pseudalleucosma machatschkei \| \| \| \| \| \| Pseudalleucosma ruteri \| \| \| \| |
|                 | \| \| Pseudalleucosma albonotata \| \| \| \| \| \| Pseudalleucosma equatorialis \| \| \| \| \| \| Pseudalleucosma machatschkei \| \| \| \| \| \| Pseudalleucosma ruteri \| \| \| \| |
|                 | Pseudalleucosma albonotata |
|                 | |
|                 | Pseudalleucosma equatorialis |
|                 | |
|                 | Pseudalleucosma machatschkei |
|                 | |
|                 | Pseudalleucosma ruteri |
|                 | |